# Долгое (озеро, Норильск)
Долгое (ранее — Стрихнинное) — озеро на территории Центрального района Норильска в Красноярском крае России. Подпружено плотиной, построенной в 1943 году.
Площадь водной поверхности озера составляет 0,62 км², площадь водосборного бассейна — 3,5 км².
Зеркало озера находится на высоте 70 м над уровнем моря. Согласно Государственному водному реестру, озеро является истоком реки Долгой, соединяющей его с водной системой Щучья → Пясино → Пясина → Карское море.
На западе и юге озеро огибает Норильская железная дорога. Вблизи северо-восточного побережья озера находится самая северная в мире мечеть — Нурд-Камал и дворец спорта Арктика. В рамках проекта по благоустройству озера, разрабатываемого институтом Росатома в Железногорске, к 2019 году планируется построить набережную с прогулочной зоной, культурными и спортивными объектами.

Пляж на озере

В 1935 году на озере совершил посадку первый советский серийный самолёт-амфибия «Ш-2», положив начало авиасообщению между Дудинкой и Норильском. До середины 1950-х годов озеро служило источником снабжения водой города и комбината, также на протяжении десятилетий оно являлось популярным рекреационным водоёмом: на берегу был обустроен пляж с кабинками для переодевания, действовала лодочная станция, проводились мероприятия по различным видам водного спорта и отдыха (дайвинг, водные лыжи, виндсёрфинг, рыбалка). Ныне озеро представляет собой технологический водоём, использующийся как пруд-охладитель Норильской ТЭЦ-1, плавать в котором запрещено, но не совсем: например, на берегу озера действует клуб зимнего плавания, кроме всего прочего помогающий проводить народные крещенские купания[уточнить].

## Данные водного реестра
Относится к Енисейскому бассейновому округу, водохозяйственный участок реки — Пясина и другие реки бассейна Карского моря от восточной границы бассейна Енисейского залива до западной границы бассейна реки Каменная. Речной бассейн — Пясина.
Код объекта в государственном водном реестре — 17020000111116100011543.